# Karen Prell
Karen Prell, née en 1959, est une actrice, marionnettiste, animatrice et technicienne d'effets spéciaux née en Floride. Elle est principalement connue pour donner vie à la marionnette Red dans Fraggle Rock.

## Filmographie

### Actrice
- 1980-1981 : Le Muppet Show : Marionnettes additionnelles (8 épisodes)
- 1982 : The Fantastic Miss Piggy Show : plusieurs marionnettes
- 1982 : 1, rue Sésame : Big Kid (1 épisode)
- 1983-1987 : Fraggle Rock : Red Fraggle et autres personnages (95 épisodes)
- 1984 : Les Muppets à Manhattan : Yolanda le Rat, Frank le Chien et la femme bienveillante dans le parc
- 1985 : Dreamchild : Dormouse
- 1986 : The Tale of the Bunny Picnic : l'arrière-grand-mère, Babble et Baby Bunny
- 1986 : Labyrinthe : Le Ver, Junk Lady et Firey
- 1987 : A Muppet Family Christmas : Red Fraggle et Maureen le Vison
- 1989 : The Ghost of Faffner Hall : Mimi (13 épisodes)
- 1992 : Noël chez les Muppets : la souris, le fantôme de Noël et plusieurs marionnettes
- 1993 : The Great Bong : Petit Bong
- 1994 : Animal Show : Plusieurs personnages (5 épisodes)
- 2006 : Late Night Buffet with Augie and Del : Spank
- 2012 : Ben Folds Five: Do It Anyway : Red Fraggle
- 2014 : Math Bites : Math Puppet (1 épisode)

### Animatrice
- 1997 : Le Joueur d'échecs
- 1998 : 1 001 pattes
- 1999 : Toy Story 2
- 2000 : Drôles d'oiseaux sur une ligne à haute tension
- 2003 : La Ligue des gentlemen extraordinaires
- 2005 : Le Fils du Mask
- 2011 : Portal 2

### Storyboardeuse
- 1999 : Toy Story 2

### Effets spéciaux
- 2003 : La Ligue des gentlemen extraordinaires
- 2004 : Et l'homme créa la femme
- 2006 : Lucas, fourmi malgré lui
- 2007 : Il était une fois